# レッドクランプ

レッドクランプはヘルツシュプルング・ラッセル図において2太陽質量の恒星の進化を表す緑線上のRCの位置にある。

レッドクランプ (Red clump) は、ヘルツシュプルング・ラッセル図上で見られる特徴の一つである。金属量が多い恒星の進化の段階に見られ、金属量の少ない恒星における水平分枝と対応する状態であると考えられている。この領域の恒星は clump giant と呼ばれることもあり、表面温度が同じ主系列星と比べて光度が大きい。ヘルツシュプルング・ラッセル図においては、主系列星の右上に位置する。主系列星が核の水素を燃やしているのに対して、恒星の進化におけるこの段階では、核のヘリウムを燃やしている。
理論上は、レッドクランプの恒星の絶対等級は、恒星の組成や年齢とは関係がないため、銀河系内や隣の銀河との距離を測定するのに都合の良い標準光源となっている。